# Diego Dibós
Diego Dibós Caravedo (Lima, 4 gennaio 1976) è un cantante e compositore peruviano.
In passato è stato membro del gruppo rock TK.

## Biografia
Dimostra talento, passione e interesse per la musica sin dai primi giorni di scuola e inizia a studiare chitarra e pianoforte. Intuendo il suo destino musicale continua durante la sua adolescenza a studiare canto e poi musica. Dopo essersi laureato come Ingegnere Industriale e aver lavorato come ingegnere alcuni anni, decide di seguire la carriera musicale. Compositore e interprete, fu vocalista dei TK, una delle band con più successo in Perú; come vocalista del gruppo ottiene rapidamente popolarità. Con due dischi record in vendite (Trece (Tredici) e Tentando Imaginarios (tentando immaginari)), una rotazione massiccia di videoclip sulla TV nazionale e internazionale, show nei festival più importanti del paese, concerti con artisti famosi come Fito Páez, Charlie Garcia, Alanis Morissette, Prisioneros, Enanitos Verdes, Bacilos, Miguel Ríos, Juanes, la sua carriera si consolida vincendo due premi MTV per due anni consecutivi, il 2003 e 2004, la firma con la etichetta discografica argentina Pop Art, la firma con Warner Chappell come casa editrice e la menzione nella prestigiosa rivista Rolling Stone come una delle otto band di maggiore proiezione in Latino America. La sua musica va oltre le frontiere rapidamente e le sue canzoni si fanno ascoltare in diverse radio del continente latinoamericano cosa che lo porta a realizzare concerti in Cile, Argentina, Stati Uniti. Pensando a progetti personali, la band si dissolve e Diego Dibos torna alla carriera come solista.
Il suo primo disco da solista è Introspectiva, uscito nel febbraio 2007 e lanciato in marzo; è una proposta musicale nettamente pop contaminata con elementi di rock alternativo, punk, power pop e elettronica. In meno di due mesi il primo single promozionale Cerca scala ai primi posti nelle classifiche.
Nel giugno 2007 il video di Cerca entra nella programmazione di MTV, MTV3 ed MTV latino per posizionarsi fra i 10 più richiesti.
Nel settembre 2007 nella tappa colombiana del suo tour venne candidato nei International Awards come artista rivelazione e come miglior disco. Nello stesso mese, dopo il successo del suo primo singolo Cerca, lancia il suo secondo singolo, Luna, che nel novembre 2007 viene trasmesso dai canali internazionali.

## Discografia

### Solista
- 2007 – Introspectiva
- 2009 – NocturnoBeat
- 2011 – Lo dejo en tus manos
- 2011 – Anna Carina y Diego Dibós cantan por Navidad (con Anna Carina)